# Mohammed El Filali

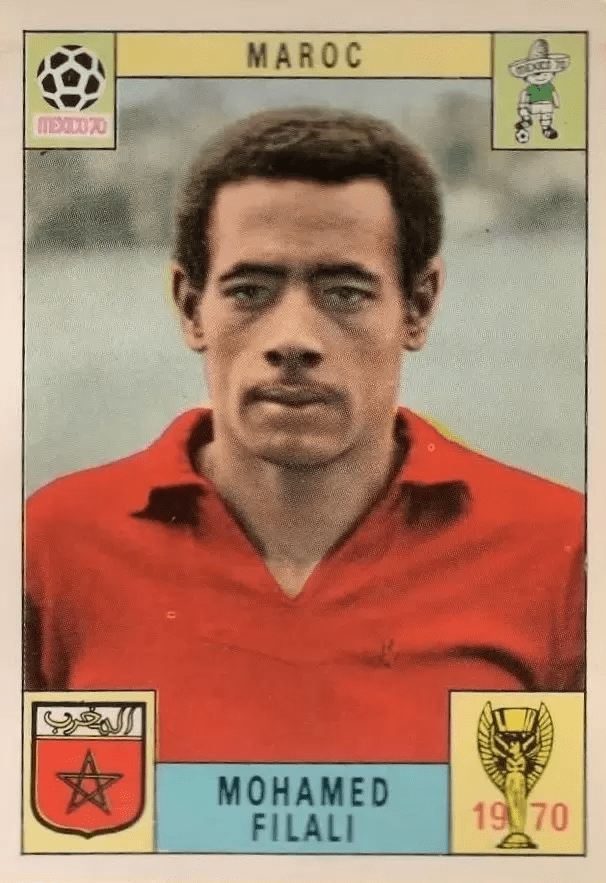
Mohammed El Filiali in einer mexikanischen Stickerkollektion von Panini aus 1970

Mohammed El Filali (arabisch محمد الفيلالي, DMG Muḥammad al-Fīlālī; * 1949 in El Malah, Französisch-Algerien) ist ein ehemaliger marokkanischer Fußballspieler.

## Sportlicher Werdegang
El Filali wuchs in Oujda im Grenzbereich Marokkos und Algeriens auf und begann mit dem Fußballspielen beim lokalen Klub Mouloudia d’Oujda. 1973 wechselte der Offensivspieler kurzzeitig nach Algerien zu CR Témouchent, kehrte aber bald wieder zurück und spielte bis zu seinem Karriereende 1979 wieder für Mouloudia d’Oujda in der Botola. Dabei gehörte er 1975 zur Mannschaft, die den bis dato einzigen Meistertitel in der Geschichte des Klubs gewann.
Zwischen 1969 und 1972 lief El Filali für die marokkanische Nationalmannschaft auf. Dabei nahm er an der Weltmeisterschaftsendrunde 1970 in Mexiko teil, bei der die Mannschaft am Ende der Gruppenphase ausschied. Im abschließenden Gruppenspiel spielte sie 1:1-Unentschieden gegen Bulgarien – das erste Spiel in der WM-Geschichte, bei dem eine afrikanische Mannschaft das Spielfeld nicht als Verlierer verließ. Zwei Jahre später gehörte er zum Kader Marokkos bei den Olympischen Sommerspielen 1972.
Sein jüngerer Bruder Mbarek El Filali (1955–2021) war ebenfalls marokkanischer Nationalspieler.